# Darwin Machís
Darwin Daniel Machís Marcano , né le 7 février 1993 à Tucupita (Venezuela), est un footballeur international vénézuélien qui évolue au poste d'attaquant au Real Valladolid. Il est surnommé El Niño Maravilla, l'enfant merveilleux en français.

## Biographie

### En club
Machís commence sa carrière avec le club vénézuélien des Mineros de Guayana. Il joue son premier match professionnel le 21 août 2011 lors d'un match nul contre les Estudiantes de Mérida en Primera División. Machís réalise une saison prometteuse avec huit buts marqués en championnat ainsi que huit autres en coupe. Il reçoit le trophée du meilleur jeune de l'exercice 2011-2012.
Le 6 juillet 2012, Machís rejoint le club italien de l'Udinese Calcio. Néanmoins, le club italien accepte que sa nouvelle recrue signe en faveur du Grenade CF afin de faciliter son adaptation au football européen, et qu'il puisse revenir ensuite plus fort à l'Udinese,. Il reste finalement en Espagne et participe à la pré-saison où il se montre brillant en marquant à trois reprises en cinq rencontres. 
Machís fait ses débuts en Liga le 20 août 2012 en rentrant en jeu lors d'une défaite contre le Rayo Vallecano. Peu utilisé lors de la saison 2012-2013, le vénézuélien ne prend part qu'à cinq matchs. En janvier 2013, il est prêté au Vitória Guimarães. Cependant, Machís n'est qu'un simple remplaçant dans le club portugais et joue essentiellement avec l'équipe B.
Machís, revenu à Grenade, ne fait pas partie des plans de son entraîneur et joue avec l'équipe B. Ses performances y sont encourageantes avec dix buts inscrits en 27 matchs. Le vénézuélien est prêté pour un mois au Hércules CF en mai 2014. Il prend part à trois matchs avec Hércules. La saison suivante commence de la même manière pour Machís, qui continue de jouer avec la réserve. Il joue quelques bribes de match avec l'équipe première, mais ne parvient toujours pas à s'affirmer comme titulaire.
Le 6 août 2015, Machís rejoint en prêt le SD Huesca pour une saison. En août 2016, il est de nouveau prêté au CD Leganés.

### En équipe nationale
Le 22 décembre 2011, Machís honore sa première sélection avec le Venezuela, contre le Costa Rica (défaite 0-2).
Il joue par la suite trois matchs rentrant dans le cadre des éliminatoires du mondial 2018, contre le Pérou, le Chili, et la Colombie.
Machís est convoqué pour disputer la Copa América 2019.

## Statistiques

### En sélection nationale
| Saison                | Sélection             | Phases finales        | Phases finales | Phases finales | Phases finales | Éliminatoires CDM | Éliminatoires CDM | Éliminatoires CDM | Matchs amicaux | Matchs amicaux | Matchs amicaux | Total | Total | Total |
| Saison                | Sélection             | Compétition           | M              | B              | Pd             | M                 | B                 | Pd                | M              | B              | Pd             | M     | B     | Pd    |
| --------------------- | --------------------- | --------------------- | -------------- | -------------- | -------------- | ----------------- | ----------------- | ----------------- | -------------- | -------------- | -------------- | ----- | ----- | ----- |
| 2011-2012             | Venezuela             | -                     | -              | -              | -              | -                 | -                 | -                 | 2              | 0              | 0              | 2     | 0     | 0     |
| 2016-2017             | Venezuela             | -                     | -              | -              | -              | 2                 | 0                 | 0                 | 2              | 0              | 0              | 4     | 0     | 0     |
| 2017-2018             | Venezuela             | -                     | -              | -              | -              | 1                 | 0                 | 0                 | 1              | 0              | 0              | 2     | 0     | 0     |
| 2018-2019             | Venezuela             | Copa América 2019     | 4              | 2              | 0              | -                 | -                 | -                 | 7              | 2              | 0              | 11    | 4     | 0     |
| 2019-2020             | Venezuela             | -                     | -              | -              | -              | -                 | -                 | -                 | 4              | 2              | 2              | 4     | 2     | 2     |
| 2020-2021             | Venezuela             | Copa América 2021     | -              | -              | -              | 4                 | 0                 | 0                 | -              | -              | -              | 4     | 0     | 0     |
| 2021-2022             | Venezuela             | -                     | -              | -              | -              | 9                 | 3                 | 0                 | -              | -              | -              | 9     | 3     | 0     |
| 2022-2023             | Venezuela             | -                     | -              | -              | -              | -                 | -                 | -                 | 2              | 0              | 0              | 2     | 0     | 0     |
| 2023-2024             | Venezuela             | Copa América 2024     | 3              | 0              | 0              | 5                 | 1                 | 1                 | 2              | 1              | 0              | 10    | 2     | 1     |
| 2024-2025             | Venezuela             | -                     | -              | -              | -              | 1                 | 0                 | 0                 | -              | -              | -              | 1     | 0     | 0     |
| Total sur la carrière | Total sur la carrière | Total sur la carrière | 7              | 2              | 0              | 22                | 4                 | 1                 | 20             | 5              | 2              | 49    | 11    | 3     |

## Palmarès

### En club
- Mineros de Guayana
  - Vainqueur de la Coupe de Venezuela en 2011

- Vitória Guimarães
  - Vainqueur de la Coupe du Portugal en 2013

### Individuel
- Mineros de Guayana
  - Élu meilleur espoir de Primera División en 2012